# معركة ترناب (1448)
معركة ترناب وقعت في 1448.
في ربيع 1448، كان علاء الدولة بن بايسنقر يستعد للاحتفال بحفل ختان ابنه. وكان قد أعلن تخفيف عام من الضرائب لجميع المواطنين بهراة عندما سمع الأخبار ألغ بك عبر نهر جيحون مع من 90000 جندي. شق طريقه نحو تارنب عبر ممر السنجاب. التي ت القوتان في ترناب وبعد اشتباك قصير هُزم بشكل حاسم علاء الدولة بن بايسنقر الذي فر نحو مشهد و من ثم نحو قوتشان في حماية أخيه أبو القاسم بابر بن بايسنقر.تبع أولوغ بيك انتصاره بالاستيلاء على هراة ثم مشهد. غادرت كوهرشاد بيكم والعديد من الطرخان (النبلاء) هيرات قبل وصول أولوغ بيك.